# San Paolo di Jesi
San Paolo di Jesi település Olaszországban, Marche régióban, Ancona megyében. Lakosainak száma 894 fő (2023. január 1.). San Paolo di Jesi Cupramontana, Jesi, Monte Roberto és Staffolo községekkel határos.

## Népesség
A település lakossága az elmúlt években az alábbi módon változott:
| Lakosok száma | 912  | 910  | 894  |
|               | 2017 | 2018 | 2023 |